# Pyrenocarpon
Pyrenocarpon är ett släkte av svampar som beskrevs av Vittore Benedetto Antonio Trevisan de Saint-Léon. Pyrenocarpon ingår i familjen Lichinaceae, ordningen Lichinales, klassen Lichinomycetes, divisionen sporsäcksvampar och riket svampar.
Släktet innehåller bara arten Pyrenocarpon flotowianum.